# Oreopolus glacialis
Oreopolus glacialis là một loài thực vật có hoa trong họ Thiến thảo. Loài này được (Poepp.) Ricardi mô tả khoa học đầu tiên năm 1963.